# Допоміжна репродуктивна технологія
Допоміжна репродуктивна технологія (ДРТ) — система методик лікування безпліддя, при яких деякі етапи запліднення (наприклад, отримання статевих клітин або ембріонів) відбуваються поза межами організму людини. До таких технологій належать: внутрішньо-маткова інсемінація (ВМІ), екстракорпоральне ("штучне") запліднення in vitro, інтрацитоплазмічна ін'єкція сперми (ІКСІ), аспірація сперміїв з тканини яєчка (TESA), донорство сперми та ооцитів.

## Історія
1968 р. — англійський вчений Роберт Едвардс і гінеколог Патрік Стептоу розпочинають дослідження можливостей запліднення яйцеклітини людини in vitro.
1974 р. — в СРСР розпочинають дослідження, розробку та впровадження методів "штучної" інсемінації спермою чоловіка або донора.
1977 р. — в Харкові починають дослідження безпліддя імунного генезу та корекції його шляхом внутрішньо-маткової інсемінації.
1978 р. — 28 липня на світ з'являється перша в світі "людина з пробірки" Луїза Браун — результат 10-річних досліджень Р. Едвардса і П. Стептоу та напруженої роботи вчених та пацієнток.
1986 р. — 25 квітня народжується перша в СРСР "дівчинка з пробірки".
1991 р. — 19 березня народжується Катя Кульова, перша в Україні дитина, яка народилася після запліднення in vitro.
1997 р. — народження першої дитини, зачатої методом ICSI.
1998 р. — перше в Україні успішне застосування методів ICSI+TESA.